# Ctesias morocco
Ctesias morocco is een keversoort uit de familie spektorren (Dermestidae). De wetenschappelijke naam van de soort werd in 2000 gepubliceerd door Háva.